# Xenofrea durantoni
Xenofrea durantoni är en skalbaggsart som beskrevs av Néouze och Tavakilian 2005. Xenofrea durantoni ingår i släktet Xenofrea och familjen långhorningar. Inga underarter finns listade i Catalogue of Life.